# Шевернево
Шевернево — деревня в Заокском районе Тульской области. Входит в сельское поселение Страховское. Расположена на берегу реки Ямницы, правого притока Оки.

## География
Находится примерно в 108-ми километрах от центра Москвы и в 9-ти километрах от центра района (ПГТ Заокского). На востоке деревня граничит с СНТ «Поленовское-2», «Покровское-Южное». На западе примыкает к деревне Волковичи и СНТ «Поленовское-3». Через деревню протекает река Ямница. 

## История
Деревня Шевернево существует как минимум со второй половины XVII века:
«Въ 1685 г. монастырь промѣнялъ пустошь Журавну въ Tapусскомъ уѣздѣ — на пустошь Андреянову , Шевернево тожа, которою владѣлъ Юрій Феодоровъ Ладыженскiй»
В Шевернево располагалась усадьба помещиков Хрулёвых, которые владели деревней (до настоящего времени усадьба не сохранилась).
На 1859-й год Шевернево — сельцо Алексинского уезда, при колодце, по правую сторону Серпуховского тракта, 11 дворов, 62 мужчины, 74 женщины.
На начало 1940-х годов в деревне было 16 дворов.
По данным переписи населения 2010 года, население деревни составляло 44 человека.

## Инфраструктура
Деревня располагается в четырех километрах от платформы Романовские дачи Курского направления Московской железной дороги. Работает продуктовый магазин. Также имеется фермерское хозяйство и магазин при нём.

## Население
| 2010 |
| ---- |
| 44   |